# 安特生
约翰·古纳·安德松（瑞典語：Johan Gunnar Andersson，1874年7月3日—1960年10月29日），漢名安特生，瑞典考古学家、古生物学家、地质学家。安特生是中国现代考古学的奠基人之一。安特生的学术遗产现主要收藏于瑞典東方博物馆。

## 生平
1874年，安特生出生于瑞典内尔彻的小镇Kinsta。1901年，在乌普萨拉大学从事极地的研究，并获得地质学博士学位。1901至1903年，安特生两次参加南极考察，归来后发表了大量科学著作，获得国际声誉。他长期担任乌普萨拉大学地质学教授，兼任瑞典国家地质调查所所长。1910年，在斯德哥尔摩举行的第11届国际地质学大会上，安特生担任秘书长。
1914年，应中国北洋政府的邀请，安特生来华担任农商部矿政顾问，主要负责寻找铁矿和煤矿。安特生进入刚刚成立的中央地质调查所，与从英国归来担任所长的地质学家丁文江一起组织地质调查，并训练了中国第一批地质学者。期间他完成了《中国的铁矿和铁矿工业》和《华北马兰台地》两部调查报告。1916年袁世凯死后，局势混乱，地质调查因经费短缺而停滞，丁文江与安特生决定调整工作重心，转而专注于古生物化石的收集和整理。计划得到了农商部及瑞典方面的支持，并促成随后的几项重大考古发现。
1918年2月，安特生从友人处得知，北京西南郊周口店附近的村民常在一座山岗拾到小动物的骨头，误认为是鸡骨，便将山岗称为“鸡骨山”。他于3月前往周口店，在火车站东南4公里的鸡骨山，进行了为期两日的考察，采集到一些细小的啮齿类动物化石。1921年，他再次来到周口店，在另一处称为“龙骨山”的地方发现了产自别处的石英。他意识到这里可能有史前人类活动的遗存，于是指派其助手，奥地利古生物学者奥托·师丹斯基（Otto Zdansky）准备发掘工作。1923年，师丹斯基展开考古发掘，出土大批化石材料。1926年，在瑞典王子访华之际，安特生宣布了两颗人类牙齿的发现。发掘工作继续进行，加拿大古人类学家步达生这些化石代表的远古人类命名为“北京直立人”（拉丁文：Homo erectus pekinensis）。1929年12月2日，中国考古学者裴文中发掘出了第一块完整的北京人头盖骨化石。
1918年秋，安特生在河南省渑池县的仰韶村发现一批古生物化石。1921年5月安特生和中国地质学家袁复礼等人再次来到仰韶村考察，认定这里拥有大规模的新石器时代人类遗存。得到政府许可之后，10月27日至12月1日，学者们进行了系统的考古发掘，出土大量陶器、石制工具等。这是中国最早发现的新石器时代文化遗存。1923年，安特生发表了《中国远古之文化》（英语：An Early Chinese Culture），首次提出“仰韶文化”的概念。
1923至1924年，安特生又与中国学者一起，赴甘肃和青海考察，发现了甘肃齐家文化、青海马厂文化等数种文化类型，以无可辩驳的实物证据打破了当时流行于西方考古学界的所谓中国无石器时代的理论，开创了中国史前文化研究的全新领域。
根据中瑞两国协议，中国政府同意安特生将陶器运回瑞典整理研究，在研究完成之后，再将其中的一半归还中国。安特生将其在仰韶发掘的约3万件未经修复的陶器和陶片运回瑞典。1926年，安特生在斯德哥尔摩创建了东方博物馆（瑞典语：Östasiatiska museet），这些仰韶文化陶器，成为博物馆的初始馆藏。安特生在此担任馆长，直到1939年被另一位著名瑞典汉学家高本汉接替。瑞典方面分7次将其中1389件文物退还给中国，目前仍有400多件收藏在东方博物馆。1936年，安特生最后一次访问中国，在中央地质调查所的博物馆中，见到了他归还的文物。后来由于战乱，这批文物下落不明。2005年，中国地质博物馆在库房中偶然发现了三箱陶罐和陶器碎片，经中瑞双方鉴定，确定是失踪已久的仰韶文物的一部分。
安特生在中国工作十余年，作出了一生中最著名的成就。回到瑞典以后，他继续从事研究工作。1960年10月29日，安特生在斯德哥尔摩病逝，享年86岁。

## 重要著作
- 《中华远古之文化》（英语：An Early Chinese Culture），1923年
- 《黄土的儿女：中国史前史研究》（瑞典语：Den gula jordens barn，英语：Children of the Yellow Earth:Studies in Prehistoric China），1934年